# Râul Valea Largă, Buzău
Râul Valea Largă este un curs de apă, afluent al râului Buzău. 